# Bijeljani
Bijeljani (cyr. Бијељани) – wieś w Bośni i Hercegowinie, w Republice Serbskiej, w gminie Bileća. W 2013 roku liczyła 75 mieszkańców.